# El Milagro (Bolívar)
Pour les articles homonymes, voir El Milagro.
El Milagro est la capitale de la paroisse civile de Guaniamo de la municipalité de Cedeño de l'État de Bolívar au Venezuela.